# Вадзима, Хироси
Вадзима Хироси (яп. 輪島大士), или Вадзима настоящее имя Хироси Вадзима , 11 января 1948, Нанао, Префектура Исикава, Япония — 8 октября 2018, Токио, Япония) — профессиональный борец сумо, 54-й ёкодзуна в истории. Получил высшее звание в мае 1973 года в возрасте 25 лет. 14 раз выигрывал главный трофей сумо — Императорский кубок. Считается одним из самых успешных великих чемпионов сумо в истории. После отставки 2 года возглавлял Ханакаго-бэя.

## Биография
Родился в японо-корейской семье в городе Нанао 11 января 1948 года.
С детства увлекался сумо. После окончания 12-летки поступил в престижный университет Нихон, из которого вышло немало сумоистов. Он делал значительные успехи, побеждал в студенческих соревнованиях и вскоре решил стать настоящим сумотори.
Его приняли в школу Ханакаго. Вадзима — первый ёкодзуна современности (в целом — один из двух наряду с Оносато), начавший карьеру сразу с третьего дивизиона макусита в статусе макусита-цукэдаси (это привилегия для успешных студентов). Также единственный ёкодзуна, выступавший под своим настоящим именем.
Вскоре после отставки из-за скандала ушёл из сумо и стал профессиональным рестлером. Это третий подобный случай в Одзумо.